# Jacques Schmidt

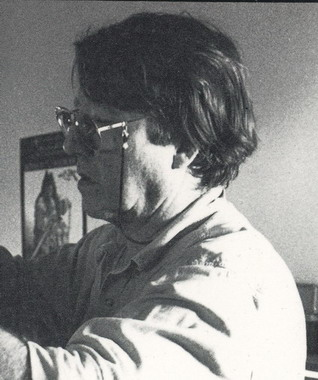
Jacques Schmidt bei der Arbeit

Jacques Schmidt (16. März 1933 in Briançon, Hautes-Alpes – 8. September 1996 in Paris) war ein französischer Kostümbildner.
Im August 1952 war Schmidt erstmals an einer Theaterproduktion der Perser in Freiburg i. Br. beteiligt. Ab 1960 gestaltete er die Kostüme für mehrere Hundert Theaterproduktionen. Er arbeitete regelmäßig mit Antoine Bourseiller, Patrice Chéreau und Roger Planchon zusammen. Mit Pierre Boulez als Dirigenten, Chereau als Regisseur und Richard Peduzzi als Bühnenbildner zeichnete er verantwortlich für den Jahrhundertring (1976–1980), der die Bayreuther Festspiele erneuerte.
1995 gestaltete Jacques Schmidt die Kostüme für Le nozze di Figaro bei den Salzburger Festspielen.

## Auszeichnungen
- 1988 Molière für beste Kostüme: George Dandin (inszeniert von Roger Planchon)
- 1989 Molière für beste Kostüme: Hamlet (inszeniert von Patrice Chéreau)
- Chevalier des Arts et des Lettres